# Piccola odontopyga
Piccola odontopyga är en mångfotingart som beskrevs av Carl Graf Attems 1953. Piccola odontopyga ingår i släktet Piccola och familjen orangeridubbelfotingar. Inga underarter finns listade i Catalogue of Life.